# Chapelle Saint-Rainier de Lunghignano
La chapelle Saint-Rainier est un édifice religieux catholique situé sur le territoire de la commune française de Montegrosso, dans le département de la Haute-Corse et la collectivité territoriale de Corse.

## Localisation
Saint-Rainier (San Raineru ou Santu Rinieru) est une petite église rurale, édifiée en retrait des lieux d'habitation, au milieu d'un petit cimetière sur le flanc méridional de Capu di Bestia (804 m), sommet « à cheval » sur Montegrosso et Avapessa. Cette église de style roman pisan corse, en excellent état de conservation, est située à 1 km au nord-ouest à 415 m d'altitude, au-dessus de l'église paroissiale Saint-Vitus (357 m) du village de Lunghignano.

## Accès
La chapelle est accessible par une route goudronnée depuis la D 151, route reliant Calenzana à Cateri via Zilia, Cassano, Lunghignano et Montemaggiore, les trois villages de la commune de Montegrosso, et le col de Salvi (509 m).
On y accède également, après dix minutes de marche, par un sentier partant de Lunghignano (boucle de Montegrosso).

## Histoire
Sa construction en granit rose polychrome, dépouillée, remonte au XIIe siècle.
Au XVIe siècle Montemaggiore, Cassano et Longhignani se situaient dans la pieve de Pino qui relevait du diocèse de Sagone.
Avant la réunification des trois communes en celle de Montegrosso (1971-1972), l'église appartenait à la commune de Montemaggiore mais se trouvait sur le territoire de la commune de Lunghignano. De mémoire d'homme, se perpétue la légende selon laquelle les habitants de Lunghignano, qui voulaient que l'église San Raineru soit construite en contrebas de l'actuelle église San Vitu, avaient déménagé en une nuit toutes les pierres stockées à San Raineru pour sa construction. Mais San Raineru a été finalement édifiée en vue de l'église Sainte-Restitude (Calenzana), la sainte-patronne de la Balagne.
De même, le cimetière en bordure de la route D 151 qui autrefois était celui de Montemaggiore, se trouvait sur le territoire de Lunghignano.
Santu Rinieru , le saint patron, se fête le 17 juin.

## Architecture

### Plan
L'édifice roman est de plan simple, avec un sol présentant trois niveaux, et une nef unique orientée sur un axe est/ouest, prolongée par une abside à l'est, la façade principale avec son portail à l'ouest.

### Façades

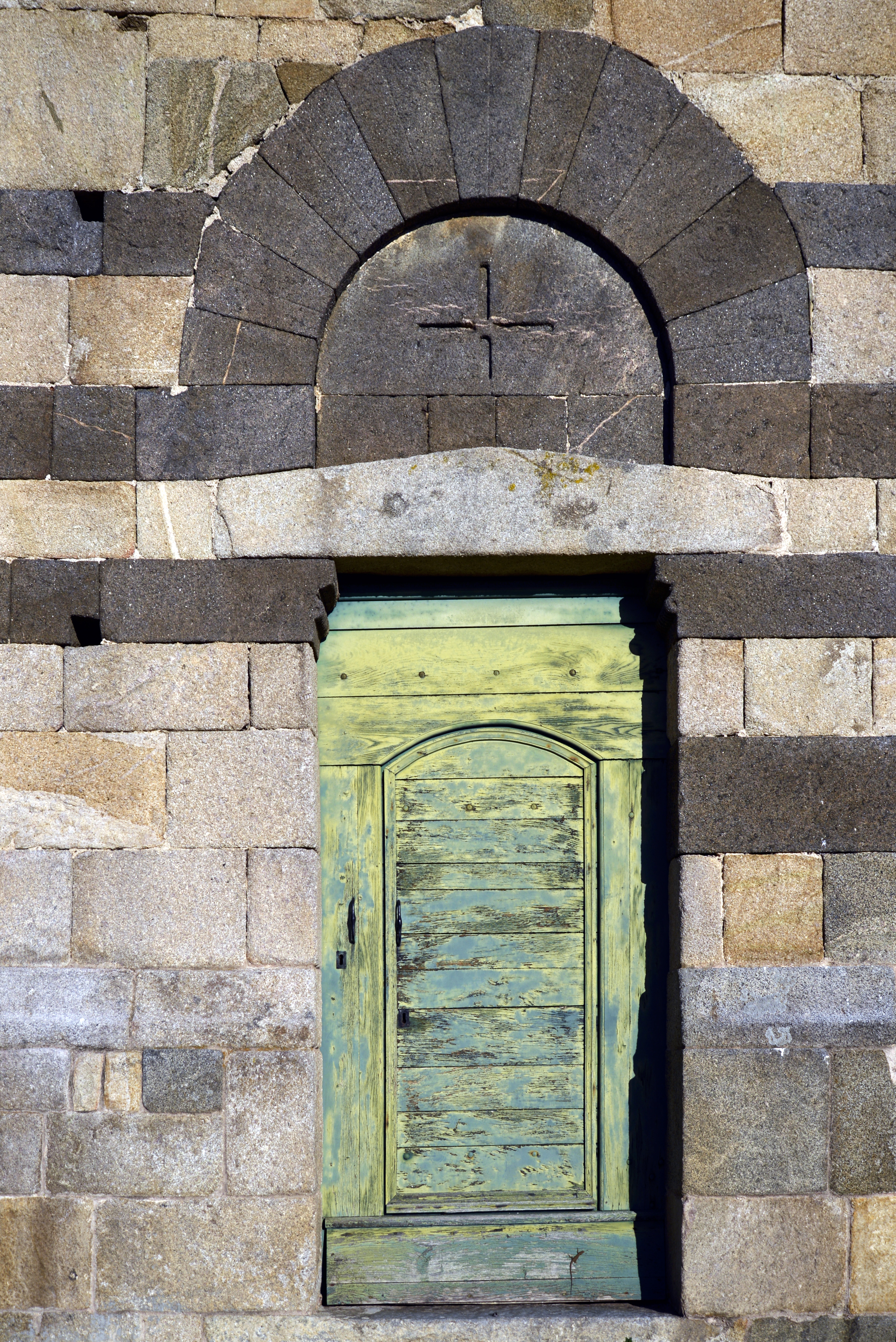
Portail principal de San Raineru.

- Sa façade occidentale, simple, est surmontée d'un triangle isocèle. Sous la pointe du toit, elle est curieusement ornée de deux têtes humaines qui encadrent une ouverture en forme de croix grecque. Le portail principal, centré, ainsi que les deux portes latérales, sont couronnés d'un tympan aveugle; un linteau monolithe sans décor sépare celui-ci de la porte et les montants latéraux sont appareillés de blocs polychromes de tailles différentes.
- Sa façade orientale avec une abside, présente dans la partie supérieure également une petite ouverture en forme de croix grecque percée pour donner un peu de lumière à l'intérieur. Sous cette croix, l'abside de plan semi-circulaire et élevé en demi-cylindre, surmonté d'une voûte quart de sphérique dite en « cul-de-four », ne présentant pas d'arcatures, est percée à mi-hauteur de trois fenêtres-meurtrières, fait assez rare dans l'« architecture romane corse ».
- Les façades latérales, nord et sud, sont chacune pourvues d'une porte secondaire couronnée d'un tympan aveugle, et en haut, de deux fenêtres-meurtrières.

De par son appareillage polychrome très soigné et précis, son abside couverte de lauzes (teghje), elle ressemble à beaucoup d'églises de cette époque, mais en plus dépouillée (exemples : Saints-Paul-Saint-Pierre à Lumio, l'église de la Trinité et de San Giovanni à Aregno, etc.).

### Couverture
Le toit est une charpente moderne revêtue d'une couverture en lauzes. Il en est de même pour l'abside voûtée, laquelle a conservé sa couverture primitive.

### Intérieur
Les dimensions intérieures de l'édifice sont de 17,70 m x 7,80 m. Un arc triomphal marqué par des claveaux de pierres grises sépare la nef de l'abside.
La chapelle renferme la statue de saint Rainier (en langue corse Santu Rinieru), un saint noir. Il y a quelques années encore, la statue était sortie le 17 juin de chaque année. Elle était portée par quatre hommes au cours d'une procession qui partait pour une boucle depuis la chapelle jusqu'au village de Montemaggiore.

## Patrimoine
San Raineru a été classée au titre des monuments historiques par arrêté du 15 mai 1930.
En dehors de la cérémonie religieuse du 17 juin, la chapelle est fermée pour des raisons de sécurité.

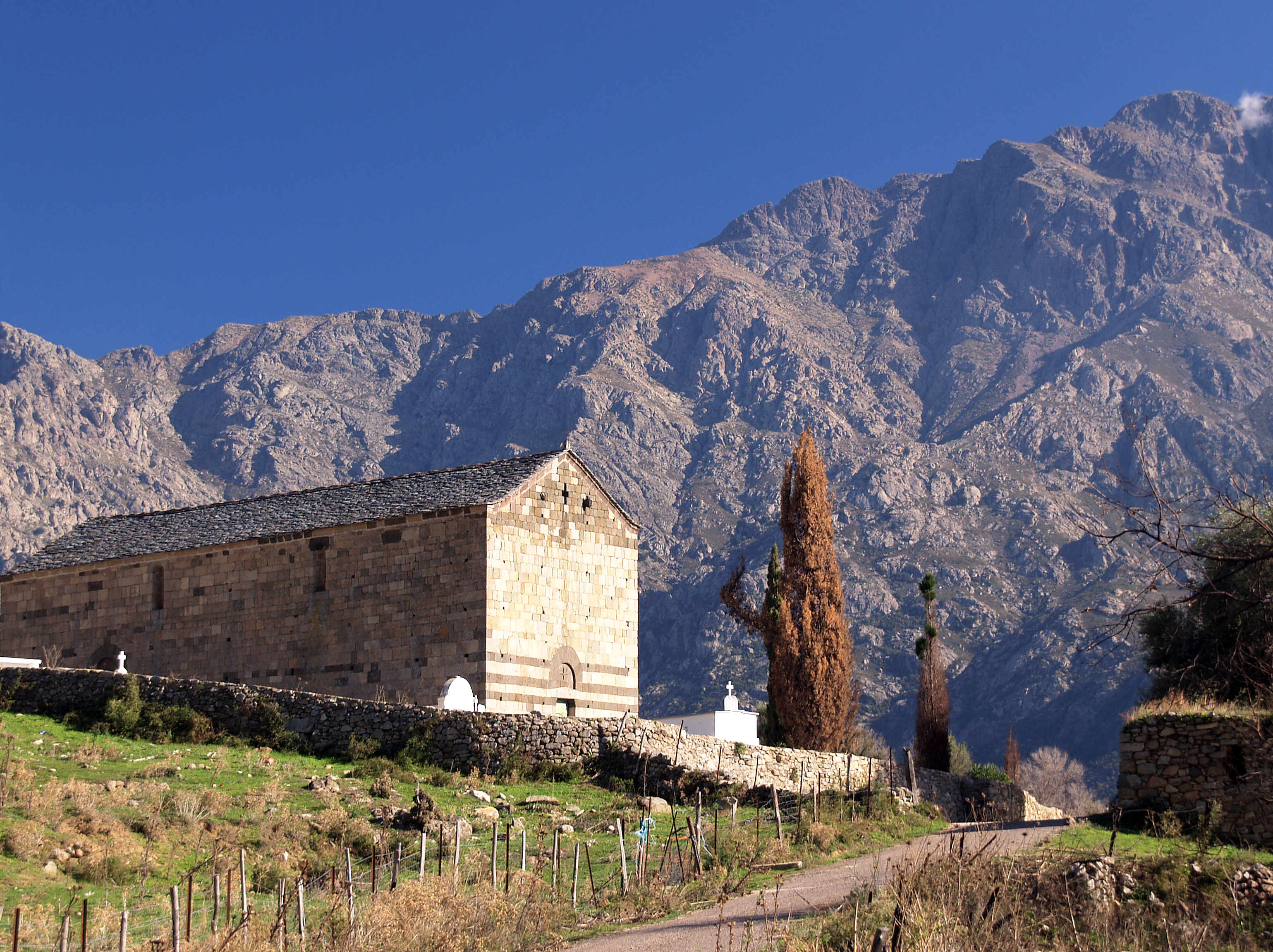
Chapelle.
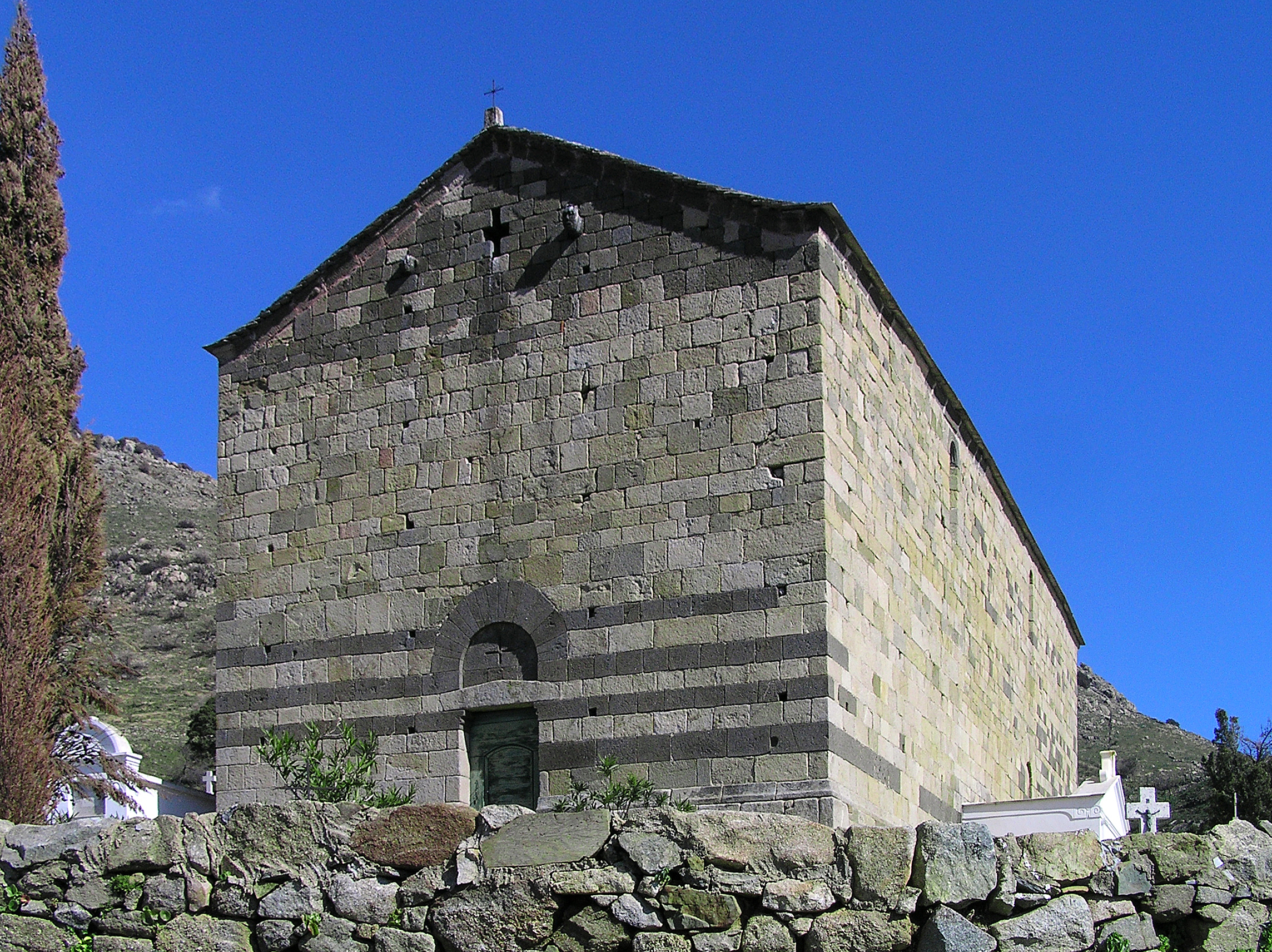
Chapelle.
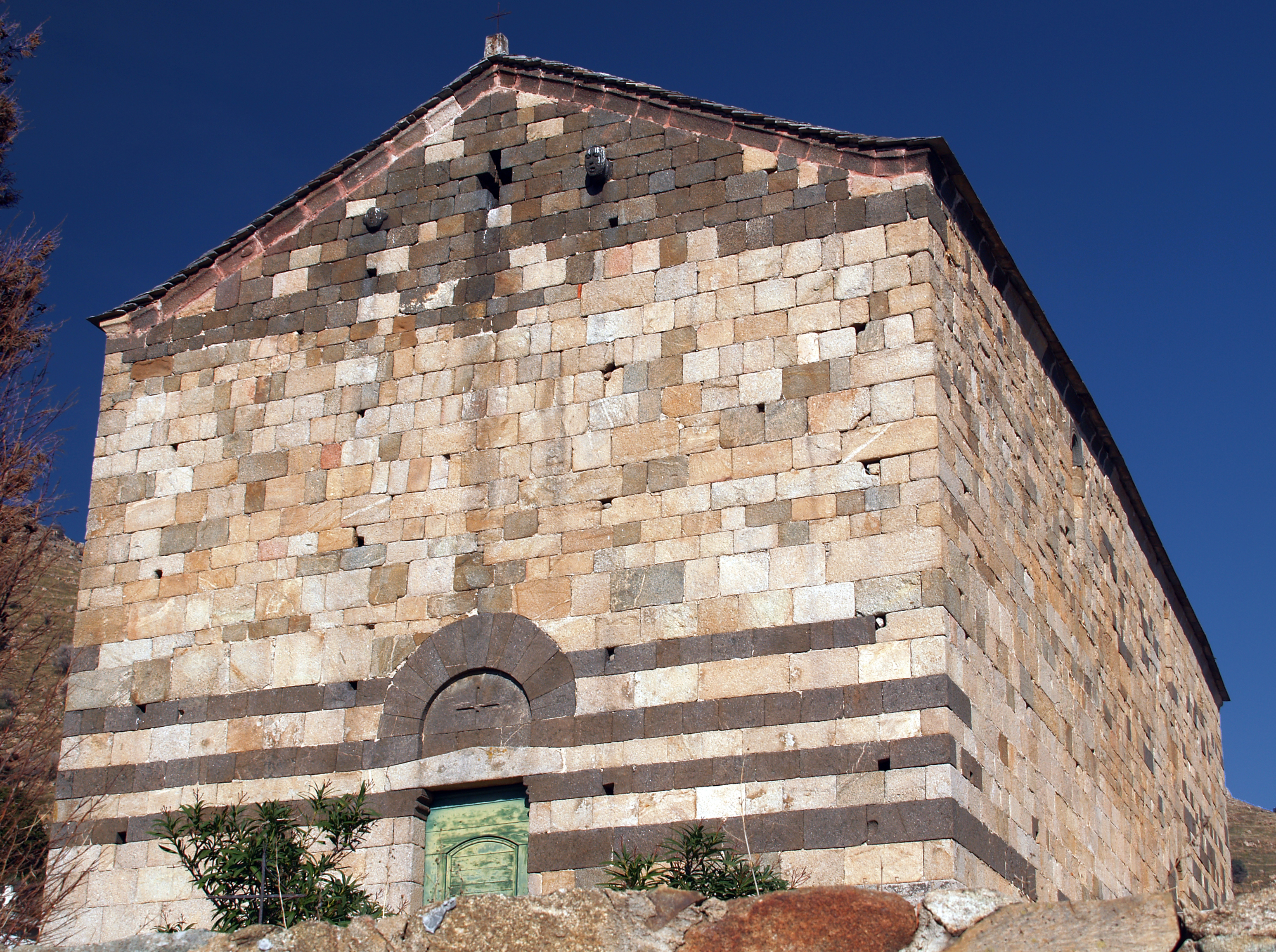
Façade occidentale.
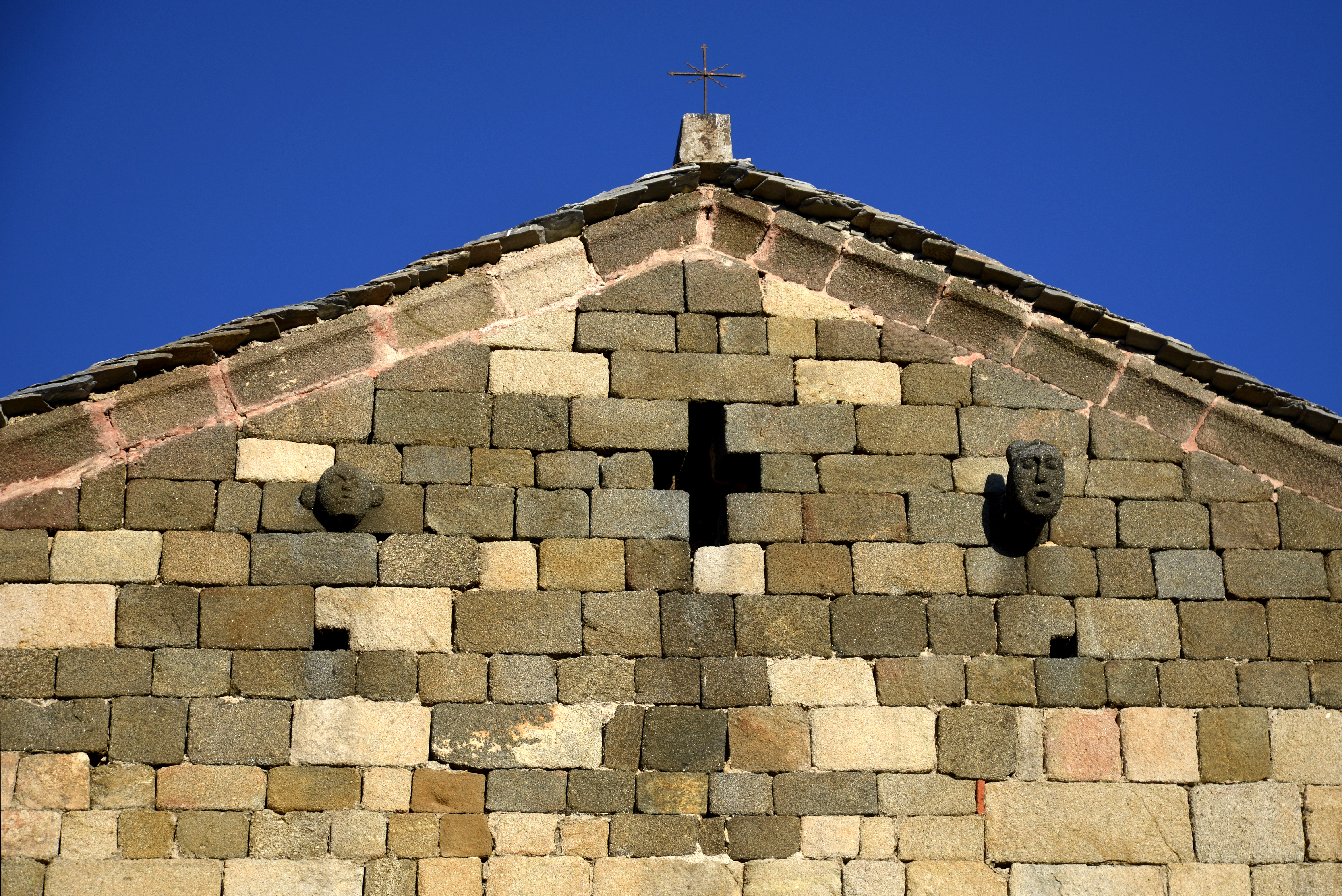
Ornements de la façade occidentale.
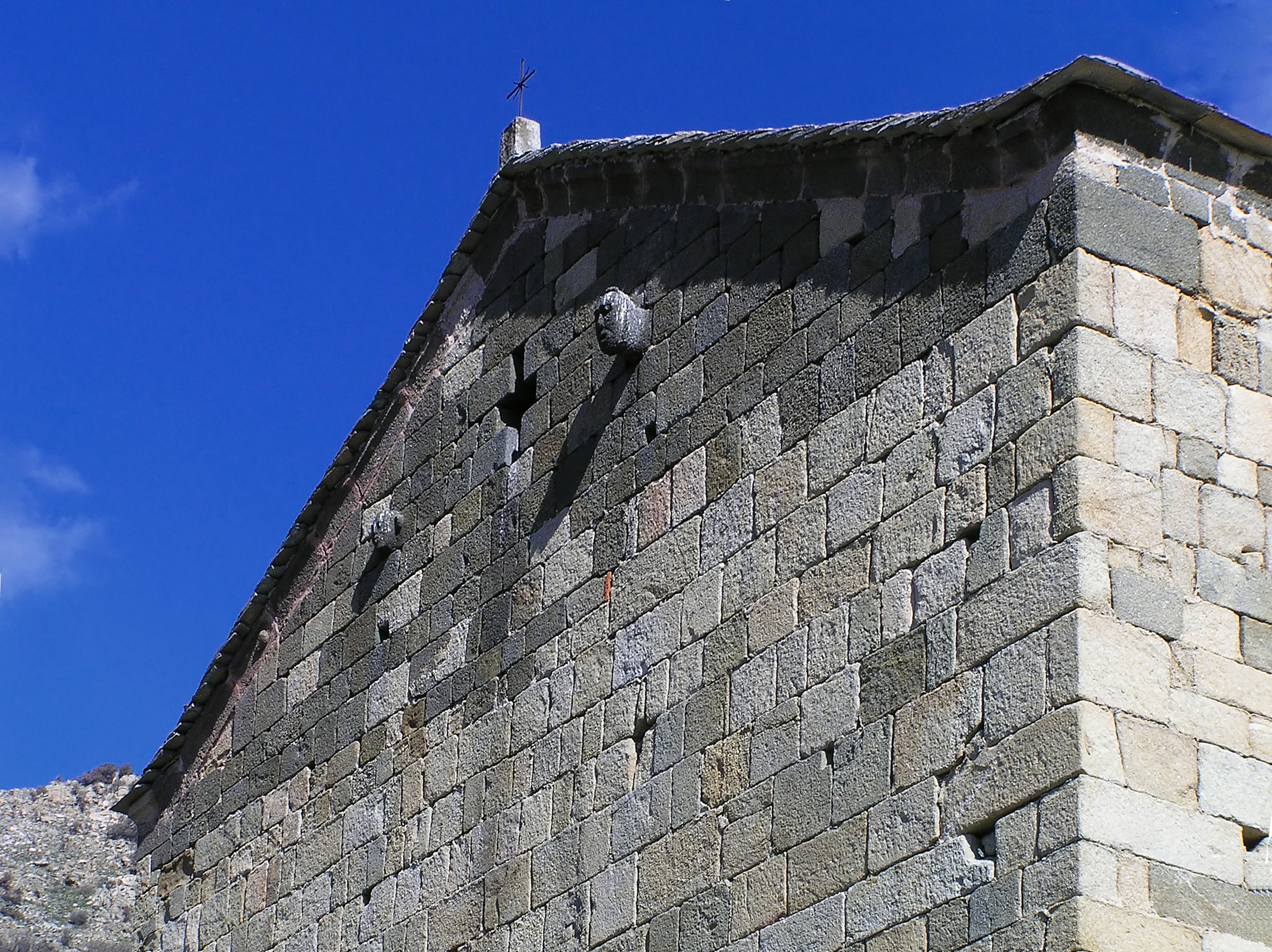
Ornement au-dessus du portail.
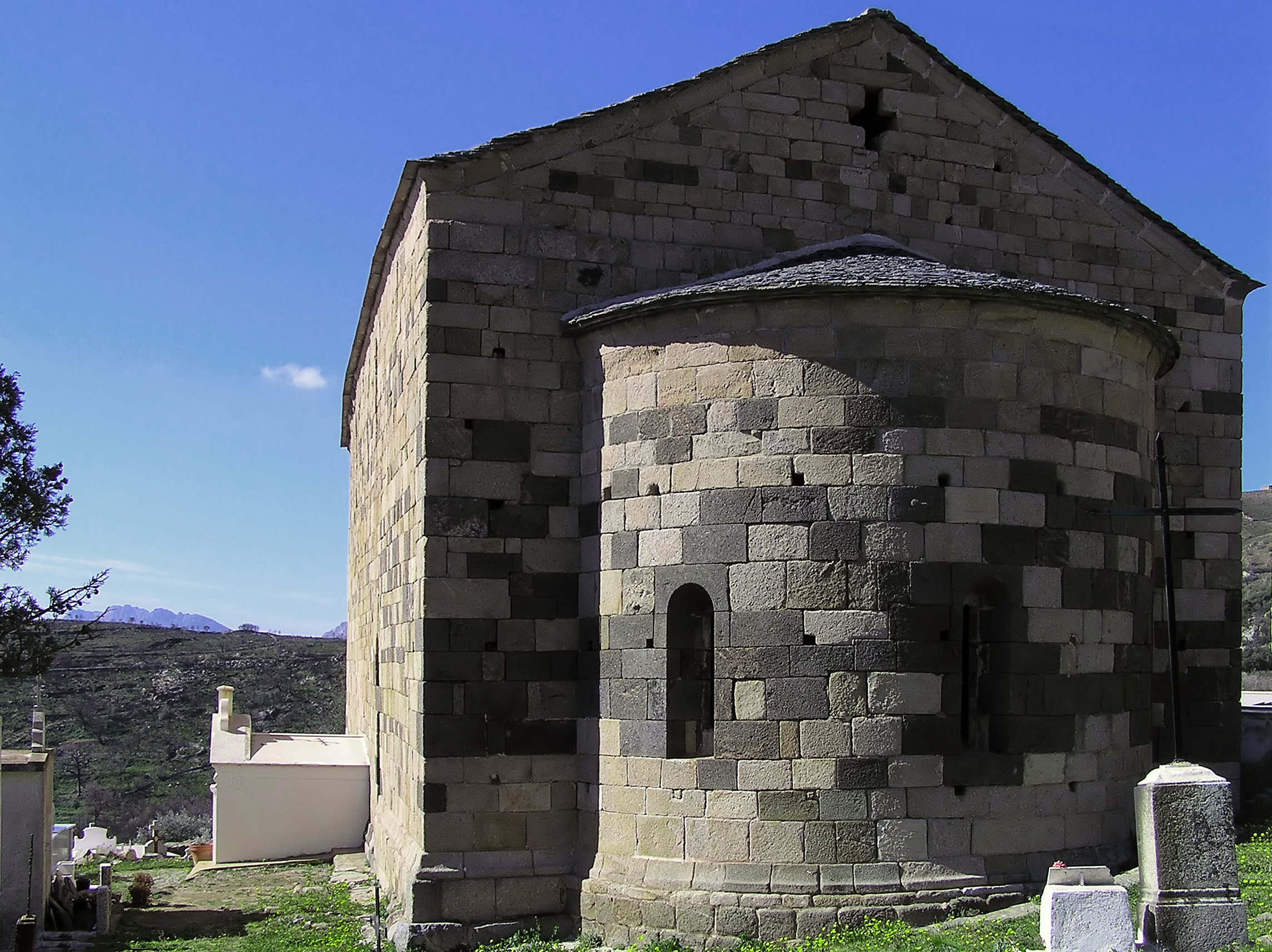
Façade orientale et abside.